# Анализируй это
«Анализируй это» (англ. Analyze This) — американская комедия режиссёра Гарольда Рэмиса.

## Сюжет
«Крёстный отец» нью-йоркского криминального клана Пол Витти (Роберт Де Ниро) на грани нервного срыва: на него совершено покушение, в результате которого погиб его старый соратник, молодой сообщник пытается его подставить и перехватить власть в «семье Витти», мафиозные группировки не могут поделить сферы влияния, назревает война кланов, на хвосте висят полиция и ФБР.
Однажды, автомобиль психоаналитика Бена Собела (Билли Кристал) задевает машину Студня («Jelly», Джо Витерелли), консильери Пола Витти, и доктор Собел опрометчиво оставляет ему свою визитку. Чтобы как-то помочь Витти, который совсем потерял дух, сообщники уговаривают его нанести визит единственному известному им «мозгоправу». Бену поневоле приходится помочь боссу мафии. Во время первого же сеанса у Пола начинается паническая атака, он не может сдержать слёзы. Пол поначалу рассказывает о «своём знакомом», но Бен сразу догадывается, что речь идёт о нём самом. Теперь врачебная тайна скрывает криминальные подробности разборок в среде мафиози. Из-за стресса у Пола возникла эректильная дисфункция, что особенно его угнетает. Постепенно Бен разбирается с проблемами пациента и добирается до сути его недуга, берущего начало ещё в детстве: сложных отношений Бена с его отцом. 
У Бена много проблем в жизни: практика не слишком успешна, трения в отношениях с сыном от первого брака и приближающаяся вторая свадьба c Лаурой Макнамара. Однако Пол не может ждать и терпеть и забирает Бена даже с его свадебной церемонии. Перед большой сходкой нью-йоркской мафии Бену приходится на время стать консильери Пола, который находился в кризисном состоянии. В ходе сходки возникает противостояние со старым недругом Примо Сидоне и покушение против Пола. Бен жертвует собой для его спасения. В последний момент в разборку вмешивается ФБР. Пол с ранением попадает в госпиталь.
В концовке, после выздоровления, Бен посещает Пола в тюрьме и тот говорит, что ему намного лучше.

## В ролях
- Роберт Де Ниро — Пол Витти, мафиози
- Билли Кристал — доктор Бен Собел, семейный психотерапевт
- Лиза Кудроу — Лаура Макнамара, невеста доктора Собела, затем миссис Собел
- Чезз Палминтери — Примо Синдоне, главарь конкурирующего клана
- Джо Витерелли — Студень, подручный Пола Витти
- Лео Росси — Карло Мангано, мафиози, член «семьи Витти»
- Молли Шэннон — Каролина
- Ребекка Шулл — Дороти Собель
- Тони Беннетт — (камео)

## Награды и номинации
2 номинации на премию «Золотой глобус»:
- Лучший фильм (комедия или мюзикл).
- Лучшая мужская роль (комедия или мюзикл) — Роберт Де Ниро.